# Mario Alexander Álvarez
Mario Alexander Álvarez Villalba (Sincelejo, Colombia; 3 de junio de 1994) es un futbolista colombiano. Juega de delantero.

## Trayectoria

### Uniautonona FC
Debutaría en el segundo semestre del 2014 con la Universidad Autónoma del Caribe Fútbol Club en la Categoría Primera B donde jugaría cuatro partidos por la Copa Colombia.

### Club Llaneros
A comienzos del 2015 es oficializado como nuevo jugador del Club Llaneros. Jugaría por un año y medio en el club llanero donde marcaría siete goles en 34 partidos disputados.

### Vejle Boldklub
El 21 de julio de 2016 es presentado como refuerzo del Vejle Boldklub de la Segunda División de Dinamarca. Debutaría el 24 de julio en el empate a un gol de su equipo frente a Fremad Amager jugando siete minutos.

## Clubes
| Club             | País      | Año         |
| ---------------- | --------- | ----------- |
| Uniautónoma      | Colombia  | 2014        |
| Llaneros         | Colombia  | 2015 - 2016 |
| Vejle Boldklub   | Dinamarca | 2016 - 2017 |
| Llaneros         | Colombia  | 2017        |
| Patriotas Boyacá | Colombia  | 2018        |
| Llaneros         | Colombia  | 2019        |
| Real Cartagena   | Colombia  | 2020 - 2021 |
| Llaneros         | Colombia  | 2022        |

## Estadísticas
| Club                        | Temporada           | Liga  | Liga  | Copa Nacional | Copa Nacional | Copa Internacional | Copa Internacional | Total | Total | Prom. · |
| Club                        | Temporada           | Part. | Goles | Part.         | Goles         | Part.              | Goles              | Part. | Goles | Prom. · |
| --------------------------- | ------------------- | ----- | ----- | ------------- | ------------- | ------------------ | ------------------ | ----- | ----- | ------- |
| Uniautonoma · Colombia      | 2014                | 0     | 0     | 4             | 0             | -                  | -                  | 4     | 0     | 0,00    |
| Uniautonoma · Colombia      | Total               | 0     | 0     | 4             | 0             | 0                  | 0                  | 4     | 0     | 0,0     |
| Club Llaneros · Colombia    | 2015                | 12    | 1     | 5             | 0             | -                  | -                  | 17    | 1     | 0,05    |
| Club Llaneros · Colombia    | 2016                | 14    | 6     | 3             | 0             | -                  | -                  | 17    | 6     | 0,00    |
| Club Llaneros · Colombia    | Total               | 26    | 7     | 8             | 0             | 0                  | 0                  | 34    | 7     | 0,20    |
| Vejle Boldklub Dinamarca    | 2016/17             | 5     | 0     | 1             | 1             | -                  | -                  | 6     | 1     | 0,10    |
| Vejle Boldklub Dinamarca    | Total               | 5     | 0     | 1             | 1             | 0                  | 0                  | 6     | 1     | 0,10    |
| Club Llaneros · Colombia    | 2017                | 16    | 8     | 0             | 0             | -                  | -                  | 16    | 8     | 0,5     |
| Club Llaneros · Colombia    | Total               | 16    | 8     | 0             | 0             | 0                  | 0                  | 16    | 8     | 0,5     |
| Patriotas Boyacá · Colombia | 2018                | 13    | 2     | 4             | 0             | -                  | -                  | 17    | 2     | 0,1     |
| Patriotas Boyacá · Colombia | Total               | 13    | 2     | 4             | 0             | 0                  | 0                  | 17    | 2     | 0,1     |
| Total en su carrera         | Total en su carrera | 60    | 17    | 17            | 1             | 0                  | 0                  | 77    | 18    | 0,23    |